# Antonio Patrizi
Antonio Patrizi, conosciuto anche come Antonio da Monticiano (Siena, 17 gennaio 1280 – Monticiano, 23 aprile 1311), è stato un presbitero agostiniano italiano.
È stato beatificato da papa Pio VII nel 1804.

## Biografia
Mancando documenti precisi sulla vita del beato Antonio, le informazioni riguardanti il religioso senese sono per lo più derivate da tardive drammatizzazioni agiografiche.
Pur in assenza di fonti storico-documentarie certe, si ritiene che Antonio sia nato a Siena il 17 gennaio 1280, figlio di Pietro e Ginevra, appartenenti alla nobile famiglia dei Patrizi, la stessa che, due secoli dopo, per i suoi legami con le famiglie Piccolomini e Chigi, si sarebbe trasferita a Roma.
Anche la narrazione relativa alla sua infanzia, alla giovinezza, agli studi e alla vocazione religiosa, risente di classici topoi agiograici. 
Così si narra che manifestasse fin dai primi anni di vita, oltre al senso di obbedienza verso i genitori, anche sentimenti di pietà cristiana specie verso i poveri e profonda devozione alla Madonna.
All'età di sette anni fu affidato ai Padri Domenicani per compiere gli studi, evidenziandosi sempre per l'osservazione dei doveri religiosi, per la serietà che lo contraddistingueva dai giovani coetanei, ma soprattutto per la dedizione alle opere di carità. 
A dodici anni si consacrò a Dio e a Maria Regina degli Angeli votandosi con costanza alla preghiera, alla penitenza e alle rinunce, per dedicarsi ai poveri ai quali donava cibo e vestiti, anche a costo di essere rimproverato dalla famiglia.
Una vigilia di Natale, mentre pregava nella chiesa di San Domenico, ricevette l'ispirazione di andare il giorno seguente all'Ospedale di Santa Maria della Scala dove prestava servizio Pietro de' Piccolomini, che suggerì ad Antonio di recarsi con lui fino all'eremo di Lecceto. L'indomani, presa la decisione di lasciare la casa paterna, partì per Lecceto dove fu ammesso a vestire l'abito dell'Ordine agostiniano e a compiere il periodo di noviziato, al termine del quale fu inviato a Monticiano.
Nel convento agostiniano di Monticiano, da poco fondato, a trecento metri dalle mura castellane, Antonio trascorse il resto della sua vita. 
Non è ben certo se lo si possa identificare con un omonimo e contemporaneo priore, sottoscrittore di un atto di compravendita.
Nel convento di Monticiano si dedicò con umiltà e devozione alla preghiera, associando a questa e ai doveri religiosi derivanti dal suo stato, le opere buone nei confronti del prossimo, nello specifico il popolo di Monticiano, che beneficiò del suo impegno nel convertire gli increduli, riprendere i peccatori, comporre i dissensi e assistere i bisognosi.
Soltanto sull'ultima parte della sua vita possiamo contare su di una documentazione coeva. 
Recatosi già ammalato a far visita all'amico Pietro da Collegonzi, religioso fiorentino che si era ritirato a vita contemplativa presso l'eremo agostiniano di Pietra Rondinaia, detto anche di Camerata - immerso nei boschi a poca distanza da Monticiano - Antonio, al ritorno, febbricitante e indebolito, si aggravò e alla mezzanotte del 23 aprile 1311 terminò la sua vita terrena, spirando circondato dai suoi confratelli.
Il giorno seguente il suo corpo fu trasportato nella chiesa annessa al convento, e lì fu esposto alla venerazione dei fedeli. Due giorni dopo la morte Antonio fu quindi seppellito nel cimitero del convento, lungo il lato meridionale della chiesa.

## Il culto
A seguito di un evento prodigioso verificatosi sulla tomba, dove furono visti nascere alcuni gigli durante la stagione fredda, e sul corpo, che dopo questo evento fu disseppellito e trovato incorrotto, le spoglie di Antonio furono trasferite all'interno della chiesa conventuale dei SS. Pietro e Paolo (oggi detta anche del Beato Antonio) in diverse collocazioni, fino a quella attuale a partire dal 1708, sopra l'altare maggiore.
Sull'onda della sua fama e della devozione che il popolo nutrì per il sacerdote agostiniano, nel 1313 fu costituita a Monticiano una confraternita o Compagnia a lui intitolata, che nel 1681 fu aggregata alla Compagnia del SS. Sacramento di Siena, e in epoca attuale, sotto il nome di Venerabile Compagnia del SS. Sacramento e del Beato Antonio Patrizi, svolge i compiti di conservazione del culto e della memoria di Antonio, di custodia delle sue reliquie e del mantenimento della chiesa dove queste riposano.
Il 1º marzo 1804 papa Pio VII confermava il culto di Antonio Patrizi attribuendogli il titolo di beato. La Chiesa cattolica ne celebra la memoria liturgica il 28 marzo, mentre l'Ordine agostiniano lo commemora il 9 ottobre.